# Saran (Frankrijk)
Saran is een gemeente in het Franse departement Loiret (regio Centre-Val de Loire). De gemeente telde 16.866 inwoners op 1 januari 2022. De plaats maakt deel uit van het arrondissement Orléans.

## Geschiedenis
Archeologische vondsten wijzen op een continue bewoning van de plaats vanaf de 2e eeuw. Uit vondsten blijkt een grootschalige productie van aardewerk tussen de 6e en de 10e eeuw, langs de oude weg tussen Orléans en Chartres. Verder waren de productie van houtskool en de wijnbouw belangrijk. In 1802 werd Saran een zelfstandige gemeente. In 1843 werd de gemeente in twee gesneden door de aanleg van de spoorlijn tussen Parijs en Orléans. In de loop van de 19e eeuw verdween het landelijke karakter van de gemeente en kwam er meer industrie, met name in de wijk Aydes. Saran werd een deel van de stedelijke agglomeratie rond Orléans.

### Aérotrain

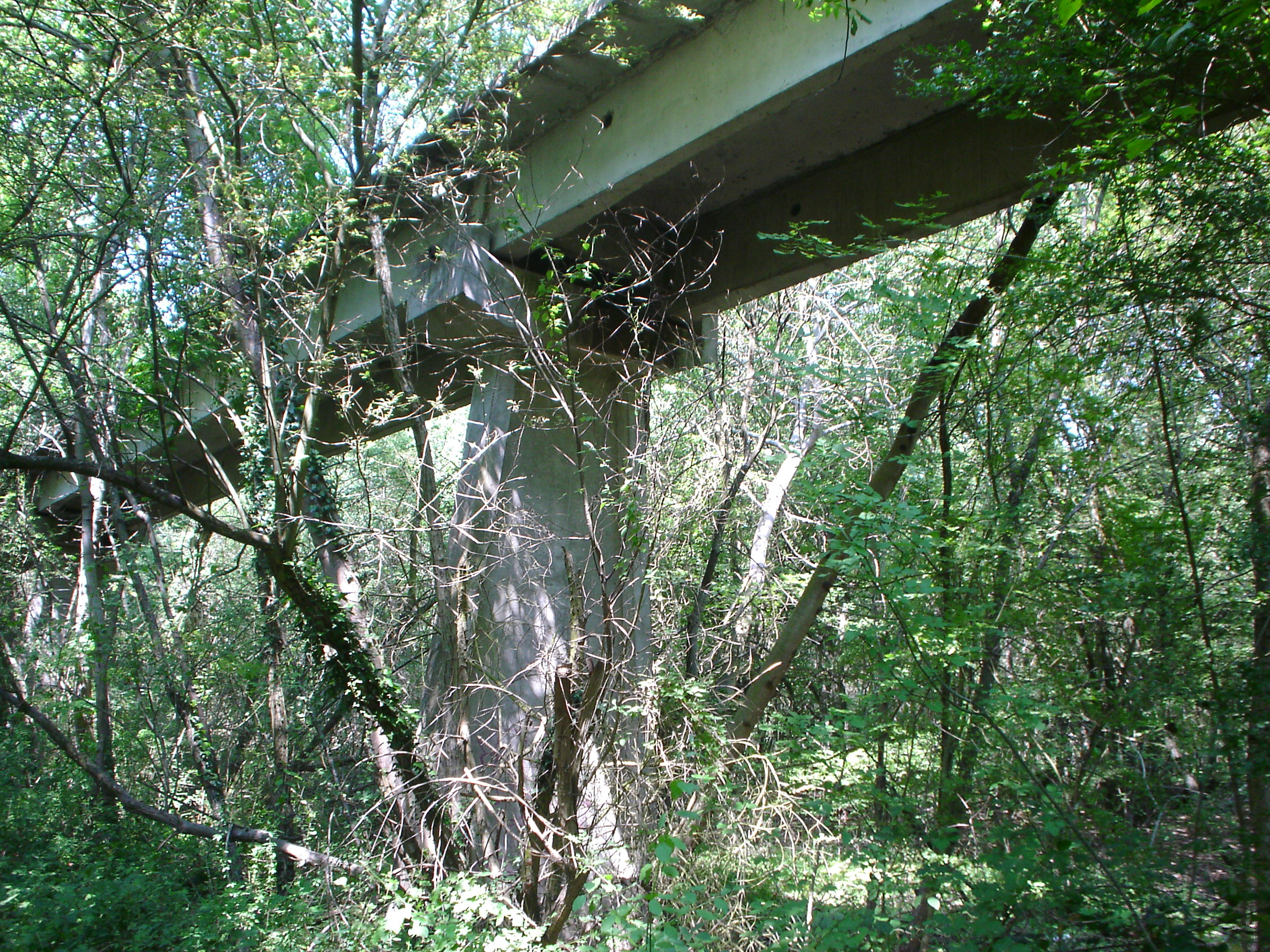
Nooit gebruikt en overwoekerd deel van het monorailtraject tussen Saran en Ruan

Tussen Saran en Ruan is in 1969 langs de spoorlijn Parijs - Orléans een testbaan van 18 kilometer aangelegd voor de Aérotrain. De baan stond compleet op een viaduct van 5 meter hoogte en was bedoeld om uiteindelijk deel uit te maken van een eerste commerciële lijn tussen Parijs en Orléans. Het project werd in 1977 gestaakt en de baan staat er sindsdien ongebruikt bij.

## Geografie
De oppervlakte van Saran bedroeg op 1 januari 2022 19,65 vierkante kilometer; de bevolkingsdichtheid was toen 858,3 inwoners per km². Saran ligt aan de D2020 en de D2701.
De onderstaande kaart toont de ligging van Saran met de belangrijkste infrastructuur en aangrenzende gemeenten.

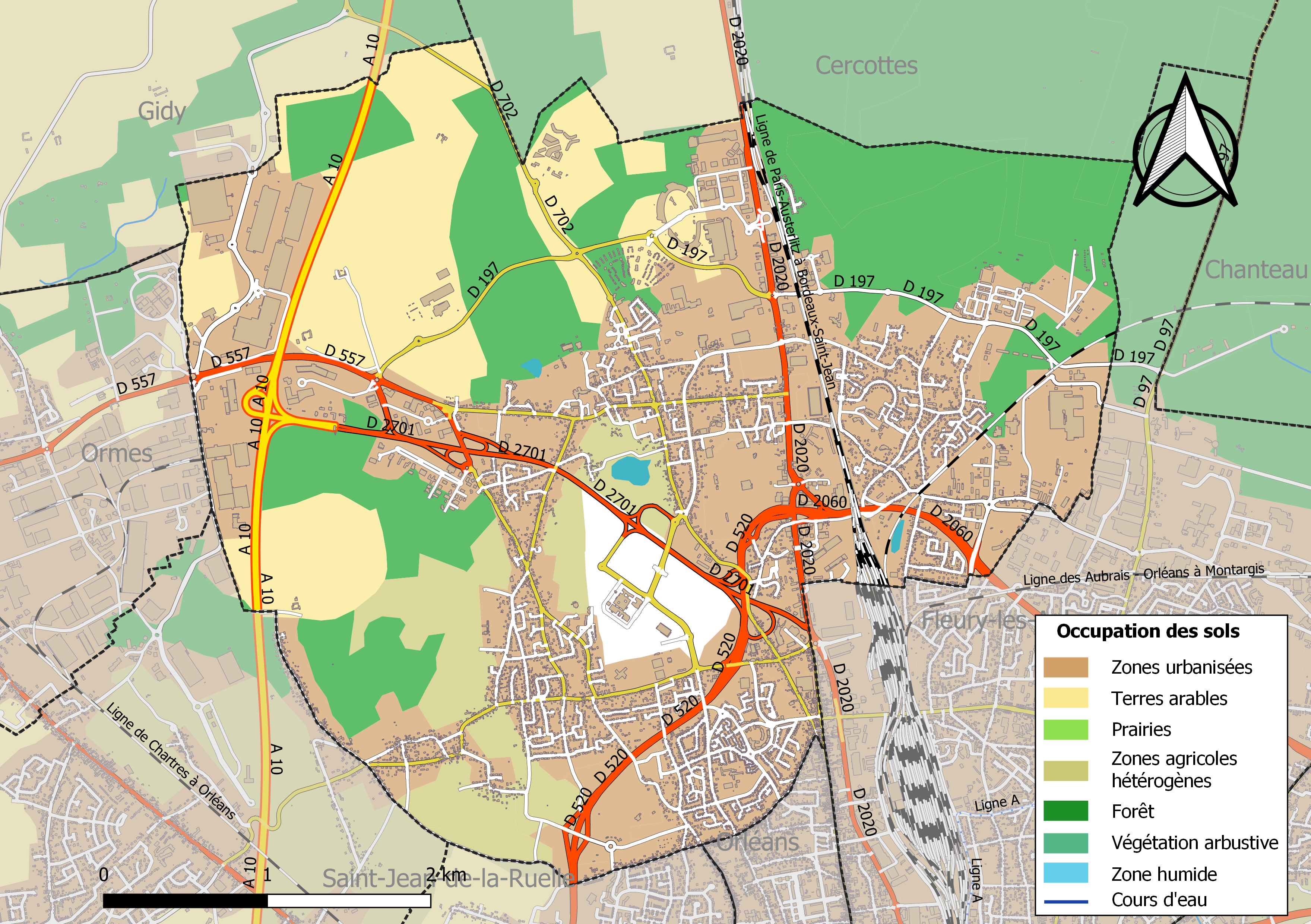

## Demografie
Onderstaande figuur toont het verloop van het inwonertal (bron: INSEE-tellingen).